# Mangabinha
Carlos Alberto Ribeiro (Corinto, 16 de março de 1942 – Belo Horizonte, 23 de abril de 2015), mais conhecido como Mangabinha, foi um acordeonista, compositor, integrante e fundador do grupo musical Trio Parada Dura desde a sua primeira formação.

## Biografia

### Início de vida
Carlos Alberto Ribeiro nasceu em Corinto, Minas Gerais, no dia 16 de março de 1942. Na infância, Carlos trabalhou como boia-fria no interior mineiro, e aos 8 anos começou a tocar sanfona de oito baixos, instrumento que pegava escondido de seu pai, seguindo a tradição musical de sua família.

## Carreira

### 1950: Início
Em 1950, Mangabinha começava sua carreira se apresentando em festas e bailes com uma sanfona de 80 baixos.

### 1970: Trio com Gino & Geno
Em 1970, o cantor se mudou para a capital mineira e passou a fazer trio com a dupla Gino & Geno, e lançaram um LP.

### 1973-2015: Trio Parada Dura
Em 1973, Mangabinha fez trio com os integrantes da dupla Delmir & Delmon, que saíram do trio, e o cantor viria a reconstituir o grupo com diversos parceiros até falecer em 2015.

## Morte
Morreu na manhã de uma quinta-feira, 23 de abril de 2015, em Belo Horizonte, vítima de um infarto em decorrência da diabetes.